# Thỏ Rex

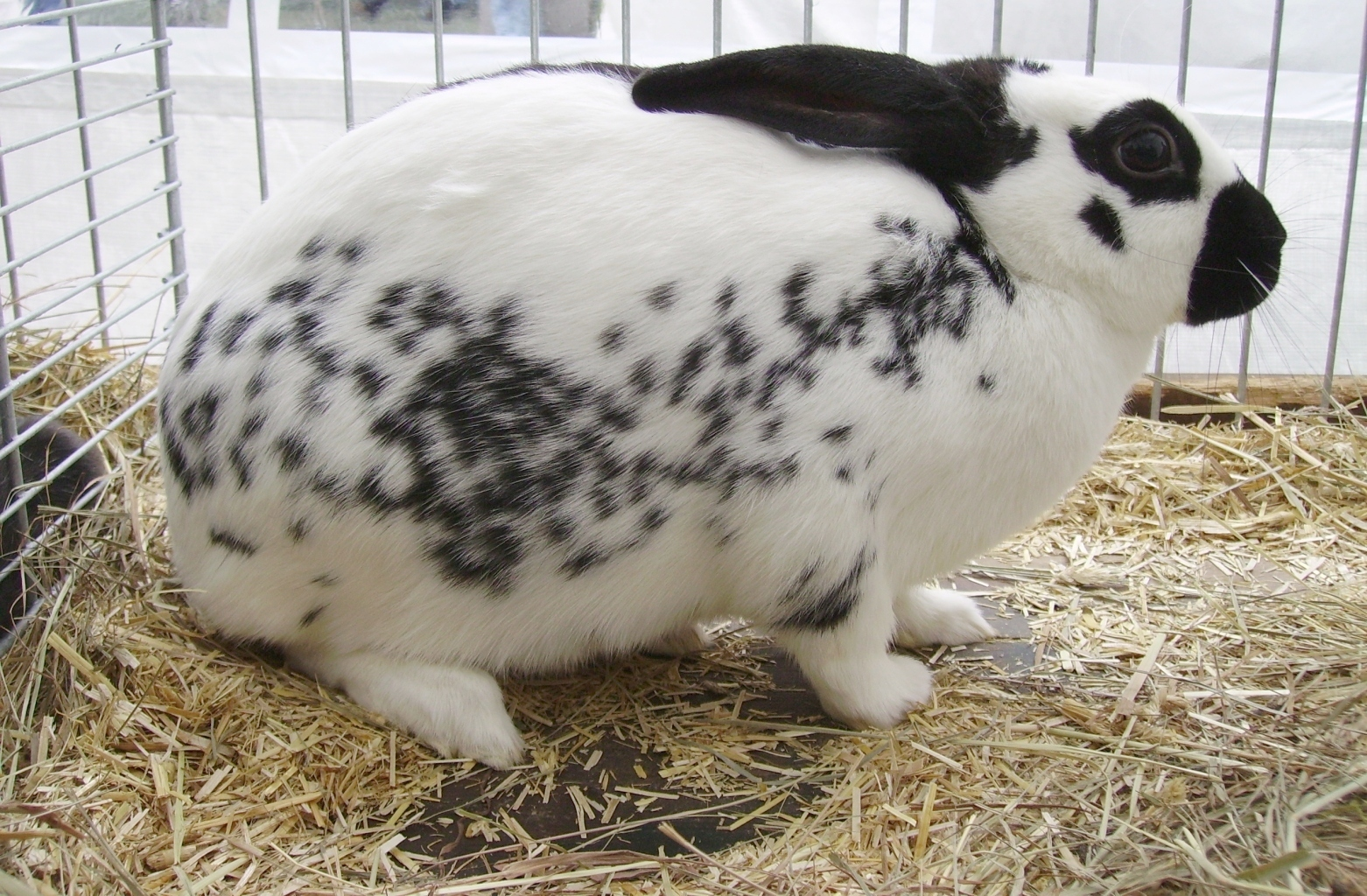
Một con thỏ Rex

Thỏ Rex là một giống thỏ có nguồn gốc từ nước Pháp. Đây là một giống thỏ nhà được ưa chuộng để nuôi làm kiểng. Chúng nổi bật với sự đa dạng về màu sắc của giống thỏ này, sự đa dạng về màu sắc góp phần tạo cho chúng dáng vẻ đáng yêu.

## Đặc điểm
Chúng là giống thỏ được thuần hóa từ thỏ rừng châu Âu (Oryctolagus cuniculus), trong đó thông qua việc chọn lọc nhân tạo để tạo ra các giống thỏ lông dày và mềm như nhung. Rex là một con thỏ cỡ trung bình với một cơ thể tròn, cân nặng tối đa của chúng ở mức 4,7 kg mặc dù con cái có thể cân nặng £ 10,5 (4,8 kg). Thỏ Rex cũng được xem là giống thú cưng hiền lành, điều đáng lưu ý là những con thỏ Rex đực sẽ dễ nổi cáu vào những ngày động đực, và đó là lý do nên thiến chúng từ nhỏ.

## Đa dạng màu
Giống thỏ Rex này có nhiều sắc màu, chẳng hạn như các giống:

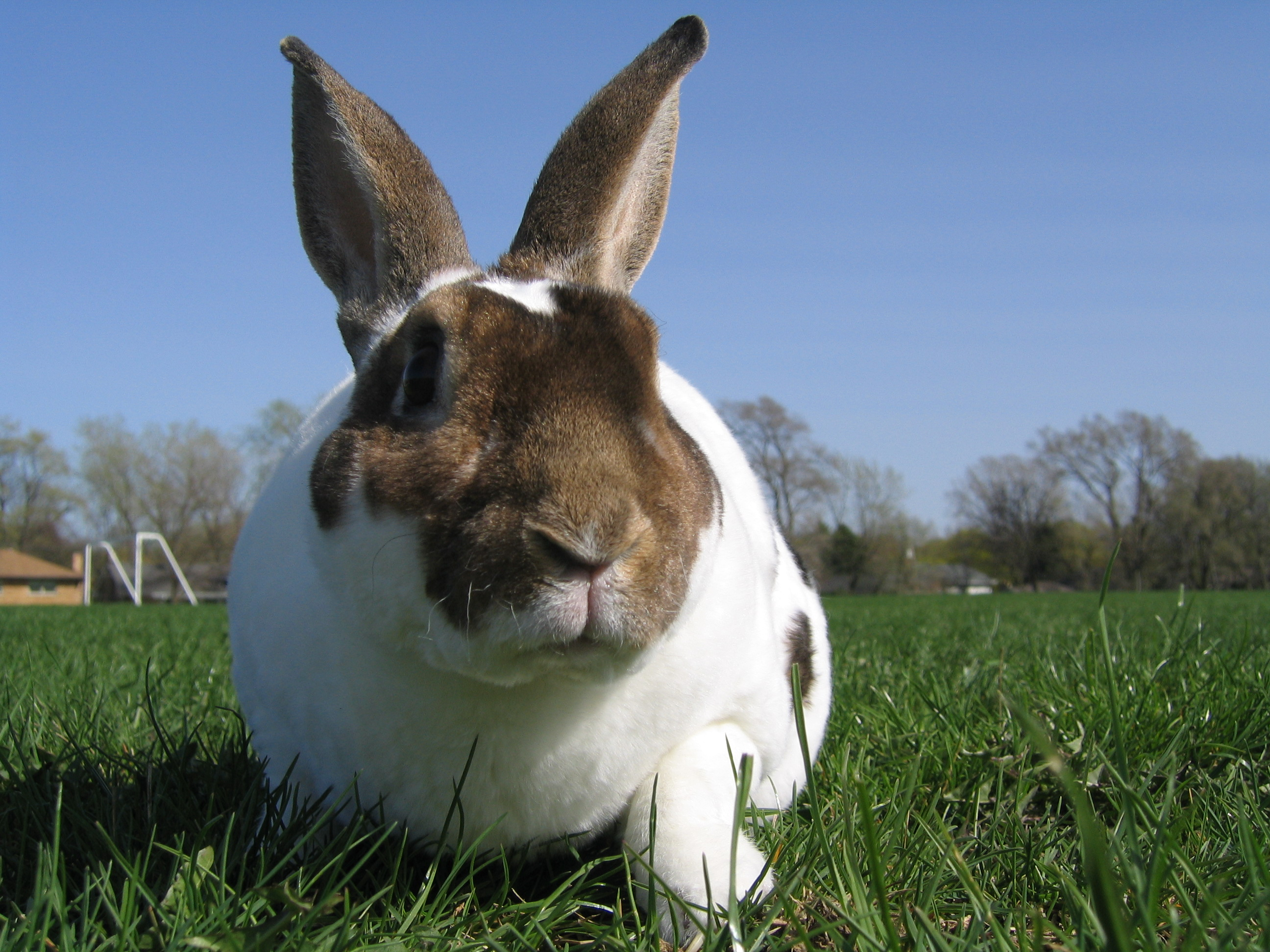
Một con thỏ Rex lông hải ly

- Castor ou Castorrex (couleur d'origine)
- noir
- blanc yeux roses
- blanc yeux bleus
- havane
- fauve
- dalmatien marques: noires, bleues, havane.
- tricolore
- bicolore
- chinchilla
- loutre bleue
- loutre noire
- gris perle
- bleu Bévéren
- Bleu de Vienne
- noir et feu
- havane et feu
- lynx
- opale
- russe marques: noires, bleues, havanes
- sablé des Vosges
- hollandais.
- Hotot
- papillon rhénan
- japonais
- argenté
- rhön
- martre bleue (Zibeline bleu)
- martre brun (Zibeline brun)
- Madagascar/Chamois

## Chăm sóc
Cho ăn cà rốt có thể khiến chúng bị sâu răng, cũng như gây nên những vấn đề về sức khỏe khác. Cà rốt và táo chứa nhiều đường thực vật, chỉ nên cho thỏ ăn những loại này ít. Chúng thích cam thảo nhưng nó lại không tốt bởi thỏ không thể tiêu hóa đường. Chúng thông thường không ăn rau củ có rễ, ngũ cốc hoặc trái cây, đặc biệt là rau diếp. Nên cho thỏ ăn cỏ, cải lá xanh đậm như bắp cải, cải xoăn, bông cải xanh.
Luôn có thức ăn xanh trong khi chăm sóc, lượng thức ăn xanh cho chúng luôn chiếm 90% tổng số thức ăn trong ngày. Có thể cho chúng ăn thêm thức ăn tinh bột, không được lạm dụng vì chúng sẽ dễ bị mắc bệnh về đường tiêu hóa dẫn đến chết. Nhiều người cho rằng thỏ không cần uống nước là sai. Thỏ chết không phải do uống nước hay ăn cỏ ướt mà vì uống phải nước bẩn và ăn rau bị nhiễm độc.